# 灵素商兑
《灵素商兑》，由民国时期反中医的代表人士余云岫在1917年所著，全书共约25000字。该书被认为是第一部全面批判中医的完整著作，并引起了中医界与反中医界的大论战。书内全面批判和否定了中医的理论和疗效，甚至认为中医是“杀人祸首”。